# Sociedad Deportiva Fisterra
La Sociedad Deportiva Fisterra es un equipo de fútbol español del municipio de Finisterre, en la provincia de La Coruña (Galicia). Fue fundado en 1960 y juega en la temporada 2020-21 en el Grupo I de Tercera División.

## Historia
La Sociedad Deportiva Fisterra se fundó con el nombre de Sociedad Deportiva Finisterre el 6 de septiembre de 1960. En la temporada 1963-64 fue uno de los ocho equipos fundadores de la Liga de la Costa. En el arranque de la década de los ochenta vivió su mejor momento, al militar en 1980-81 y 1981-82 en la Tercera División. En la primera de esas campañas quedó 13.º y en la segunda se clasificó 19.º, descendiendo a la Regional Preferente (hoy llamada Preferente Galicia). En la temporada 2020-21, 38 años después, juega de nuevo en la cuarta categoría del fútbol español.

## Estadio
El equipo juega sus partidos como local en el campo municipal de fútbol Ara Solís, inaugurado en 2002. El terreno de juego es de césped artificial y cuenta con una grada cubierta con capacidad para unas 200 personas.

## Datos del club
- Temporadas en Primera División: 0.
- Temporadas en Segunda División: 0.
- Temporadas en Segunda División B: 0.
- Temporadas en Tercera División: 3.

### Historial por temporadas
| Temporada | Nivel | Categoría    | Puesto |
| --------- | ----- | ------------ | ------ |
| 1977/78   | 5     | Serie A      | 18.º   |
| 1978/79   | 6     | 1.ª Regional | 4.º    |
| 1979/80   | 5     | Preferente   | 10.º   |
| 1980/81   | 4     | 3.ª          | 13.º   |
| 1981/82   | 4     | 3.ª          | 19.º   |
| 1982/83   | 5     | Preferente   | 11.º   |
| 1983/84   | 5     | Preferente   | 11.º   |
| 1984/85   | 5     | Preferente   | 17.º   |
| 1985/86   | 5     | Preferente   | 14.º   |
| 1986/87   | 5     | Preferente   | 17.º   |
| 1987/88   | 5     | Preferente   | 20.º   |
| 1988/89   | 6     | 1.ª Regional | 5.º    |
| 1989-2010 |       | Regional     |        |

| Temporada | Nivel | Categoría      | Puesto |
| --------- | ----- | -------------- | ------ |
| 2010/11   | 7     | 2.ª Autonómica | 10.º   |
| 2011/12   | 7     | 2.ª Autonómica | 4.º    |
| 2012/13   | 6     | 1.ª Autonómica | 16.º   |
| 2013/14   | 7     | 2.ª Autonómica | 5.º    |
| 2014/15   | 7     | 2.ª Autonómica | 7.º    |
| 2015/16   | 7     | 2.ª Autonómica | 1.º    |
| 2016/17   | 6     | 1.ª Galicia    | 10.º   |
| 2017/18   | 6     | 1.ª Galicia    | 15.º   |
| 2018/19   | 6     | 1.ª Galicia    | 1.º    |
| 2019/20   | 5     | Preferente     | 2.º    |
| 2020/21   | 4     | 3.ª            |        |